# Буанорман де Боншоз, Анри-Мари-Гастон де
Анри-Мари-Гастон де Буанорман де Боншоз (фр. Henri-Marie-Gaston Boisnormand de Bonnechose; 30 мая 1800, Париж, Первая французская республика — 28 октября 1883, Руан, Франция) — французский кардинал. Епископ Каркассона с 17 января 1848 по 23 марта 1855. Епископ Эврё с 23 марта 1855 по 18 марта 1858. Архиепископ Руана с 18 марта 1858 по 28 октября 1883. Кардинал-священник с 11 декабря 1863, с титулом церкви Сан-Клементе с 22 сентября 1864.